# Péter Almási
Péter Almási (Budapest, 17 de mayo de 1975) es un deportista húngaro que compitió en piragüismo en la modalidad de aguas tranquilas. Ganó dos medallas en el Campeonato Europeo de Piragüismo de 1997, oro en la prueba de K4 1000 m y bronce en K2 500 m.

## Palmarés internacional
| Campeonato Europeo | Campeonato Europeo | Campeonato Europeo | Campeonato Europeo |
| Año                | Lugar              | Medalla            | Competición        |
| ------------------ | ------------------ | ------------------ | ------------------ |
| 1997               | Plovdiv (Bulgaria) | Medalla de oro     | K4 1000 m          |
| 1997               | Plovdiv (Bulgaria) | Medalla de bronce  | K2 500 m           |